# Ненад М. Јовановић
Ненад М. Јовановић (Београд, 13. април 1974) српски је хералдичар, писац, вероучитељ и ђакон Српске православне цркве.

## Биографија
Потиче из свештеничке породице.
Завршио је правно-биротехничку Средњу стручну школу „Димитрије Давидовић” у Земуну и дипломирао на Православном богословском институту при Православном богословском факултету.
Хонорарни је ђакон при Храму Светог Апостола и Јеванђелисте Луке у Кошутњаку.
Објављивао је чланке, научне радове, рецензије, предговоре, поговоре и друга дела. Осим на српском, његови радови су публиковани и на руском, енглеском, француском и другим светским језицима.
Био је први директор Центра за истраживање православног монархизма (2002-2008) као и поново од 2016. Члан је неколико међународних организација усмерених на проучавање монархизма и хералдике.
Он је хералд Кнежевске Лозе Српског Краљевског Дома Карађорђевића и аутор хералдичких решења за велики број општина, градова као и породица.
Са супругом др вет. мед. Јасмином С. Јовановић има четворо деце.

## Награде и признања
- Медаља Светог Николе од Халке, Свете Митрополије Принчевских Острва[1]
- Комеморативна медаља Отварања Свете Саборне Цркве Светог Димитрија Свете Митрополије Принчевских Острва[1]
- Комеморативна медаља “Митрополит Лавр“[1]
- Златни Крст Свете Епархије Боцванске – I Степена[1]
- Златна медаља Свете Епархије Боцванске[1]
- Крст Вожда Ђорђа Стратимировића[1]
- Патријарашка Грамата (од стране Патријарха српског господина Иринеја)[1]
- Витез Ордена Свете Ане – III Степена (Императорски Дом Русије)[1]
- Витез Велике звезде Ордена Круне Грузије[1]
- Витез Сенатор Великог знамена Ордена Свете Краљице Тамаре[1]
- Витез Велики официр Ордена Орла Грузије и бешавне доламе Господа нашег Исуса Христа (Краљевски Дом Грузије)[1]
- Витез Великог Крста Ордена Светог Антонија (Царски Дом Етиопије)[1]
- Витез командир Краљевског витешког и војног реда Крила Светог Михаила (Краљевски Дом Португалије)[1]
- Витез Велики кордон Краљевског и хашемитског Ордена Бисера (Султански Дом Сулуа)[1]
- Витез Реда Светог Маврикија и Лазара (Краљевски Дом Италије)[1]
- Витез Великог Крста Краљевског Ордена Лава Руанде (Краљевски Дом Руанде)[1]
- Бронзана медаља за заслуге Свештеног константиновског реда Светог Георгија (Краљевски Дом Обе Сицилије)[1]

## Дела
Одабрани стручни радови
- Процеси, трендови, домети и границе религијских промена у савременом свету[2]
- Личност, заједница и време у условима потпуне изолације (Хришћански осврт на филм Изгнаник)[2]

Књиге
- РЕЛИГИЈА, БАЈДЕН И СРБИЈА, 2021.[3][4]
- СРПСКИ МИСЛИОЦИ О ХРИШЋАНСКИМ ОСНОВАМА МОНАРХИЈЕ, 2020.[4]
- ДРЖАВНА ХЕРАЛДИКА У СЛУЖБИ ФОРМИРАЊА НОВИХ ИДЕНТИТЕТА, 2019.[5]
- ОБРЕНОВИЋИ (ТЕОДОРОВИЋИ-ОБРЕНОВИЋИ) - ИЗУМРЛА СРПСКА ДИНАСТИЈА, 2016.[4]
- ГРБОВИ, ЗАСТАВЕ И ХИМНЕ У ИСТОРИЈИ СРБИЈЕ, 2010.[4]